# Föreningen för fäktkonstens främjande
Föreningen för Fäktkonstens Främjande eller FFF är en svensk fäktklubb från Stockholm. FFF bildades 1901 och är Sveriges äldsta fäktklubb. 
Klubben har fostrat många SM-medaljörer, flest i Sverige[källa behövs]. Klubben har också tagit flest medaljer i internationella sammanhang[källa behövs]. I samlingen av internationella medaljer finns världscupmedaljer, VM-medaljer av alla kategorier och även OS-medaljer där man kan nämna Johan Harmenbergs OS-guld från Sommar-OS i Moskva 1980 samt Johanna Bergdahls VM-guld för juniorer i värja 2010.
Klubben tillhör 2013 eliten inom såväl dam- som herrvärja, FFF dominerade lag-SM för herrar 2013 med placeringarna 1:a, 2:a samt 3:a. I damvärjan tog man samma år silvret. Klubbens juniordamer vann även guld i lag i svenska mästerskapen för junior detta år. År 2009 vann FFF lag-SM värja för båda damer och herrar. År 2019 vann FFF lag-SM värje för båda damer och herrar och herr sabel.
FFF utbildar ungdomar på alla tre vapnen, men man satsar framförallt på värjfäktningen. Under 2000-talet har klubben växt med rekordfart. Den har fler än 300 medlemmar och är därmed Sveriges största fäktklubb. Fäktmästare är Thierry Trottein från Frankrike.
Föreningen för fäktkonstens främjande engagerade Francesco Gargano som efterträdare till fransmannen maître d'armes Alfred Hubert som fäktmästare 1935. I samband med en klubbafton i mars 1935 hälsades Gargano välkommen. Svenska Dagbladet skrev: "den nya fäktmästaren gjorde verklig succé genom sin kattlika smidighet, oerhörda snabbhet och vighet och inte minst sin utsökta vapenföring." Gargano kom senare att träna fäktare i MF19 och Lugi, bland annat världsmästaren Rolf Edling.